# Bell X1
Bell X1 es una banda de música originaria de Celbridge, al Norte de County Kildare, Irlanda. Originariamente conocida como Juniper, pasó a ser un cuarteto con el abandono del vocalista Damien Rice, rebautizándose como Bell X1. El baterista Paul Noonan pasó a ser el líder de la banda. Este hecho cambió considerablemente el estilo del grupo.
Entre otros miembros, están el guitarrista y teclista Brian Crosby y el bajista Dominic Philips. Tim O' Donovan, de la banda Neosupervital, es el baterista de Bell X1 cuando el grupo sale de gira.
Su primer disco fue editado sólo en Irlanda, y aunque no tuvo u gran impacto comercial, la banda cosechó gran éxito con sus conciertos.
Su segundo álbum les reportó un mayor reconocimiento popular y de crítica. Su fama creció aún más a nivel internacional cuando su tema Eve, The Apple Of My Eye fue incluida en la serie estadounidense The O.C..
Su tercer álbum Flock fue editado en Reino Unido e Irlanda en 2006. Bigger Than Me fue el primer sencillo de este álbum, que alcanzó el número 16 en la lista de sencillos en Irlanda.
El último sencillo de Bell X1 es Rocky Took A Lover, editado en Irlanda en agosto de 2006.
Su cover Another Girl, Another Planet ha sido utilizado en la campaña publicitaria de Navidad de 2006 por una importante compañía de telefonía móvil en Gran Bretaña.

## Discografía

### Álbumes de estudio
- Neither Am I (2001)
- Music In Mouth (2003)
- Flock (2005)
- Blue Lights on the Runway (2009)
- Bloodless Coup (2011)
- Chop Chop (2013)

### Sencillos
- "Pinball Machine" (Editado únicamente en Irlanda)
- "Man on Mir" (Editado únicamente en Irlanda) (IRL #30)
- "White Water Song" (UK #132) Hot Press Single of the Fortnight[3]
- "Tongue" (UK #85)
- "Snakes and Snakes" (UK #99)
- "Eve, the Apple of My Eye" (IRL #18, UK #65)
- "Next to You"
- "Bigger Than Me" (Editado únicamente en Irlanda) (IRL #16)
- "Flame" (13 de marzo de 2006) (IRL #12, UK #65)
- "Bladhm" (Versión en idioma irlandés) (Editado únicamente en Irlanda)
- "Rocky Took a Lover"  (28 de agosto de 2006) (IRL #18)
- "The Great Defector" (30 de enero de 2009) (IRL #3)
- "The Ribs of a Broken Umbrella" (2009)
- "Velcro" (2011) (IRL #44)
- "The End is Nigh" (2013)